# Сен-Бенуа (Альпы Верхнего Прованса)
Сен-Бенуа́ (фр. Saint-Benoît, окс. Sant Beneset) — коммуна во Франции, находится в регионе Прованс — Альпы — Лазурный Берег. Департамент коммуны — Альпы Верхнего Прованса. Входит в состав кантона Анно. Округ коммуны — Кастелан.
Код INSEE коммуны — 04174.

## Население
Население коммуны на 2008 год составляло 122 человека.
| 1962 | 1968 | 1975 | 1982 | 1990 | 1999 | 2008 |
| ---- | ---- | ---- | ---- | ---- | ---- | ---- |
| 97   | 71   | 54   | 66   | 85   | 112  | 122  |

## Экономика

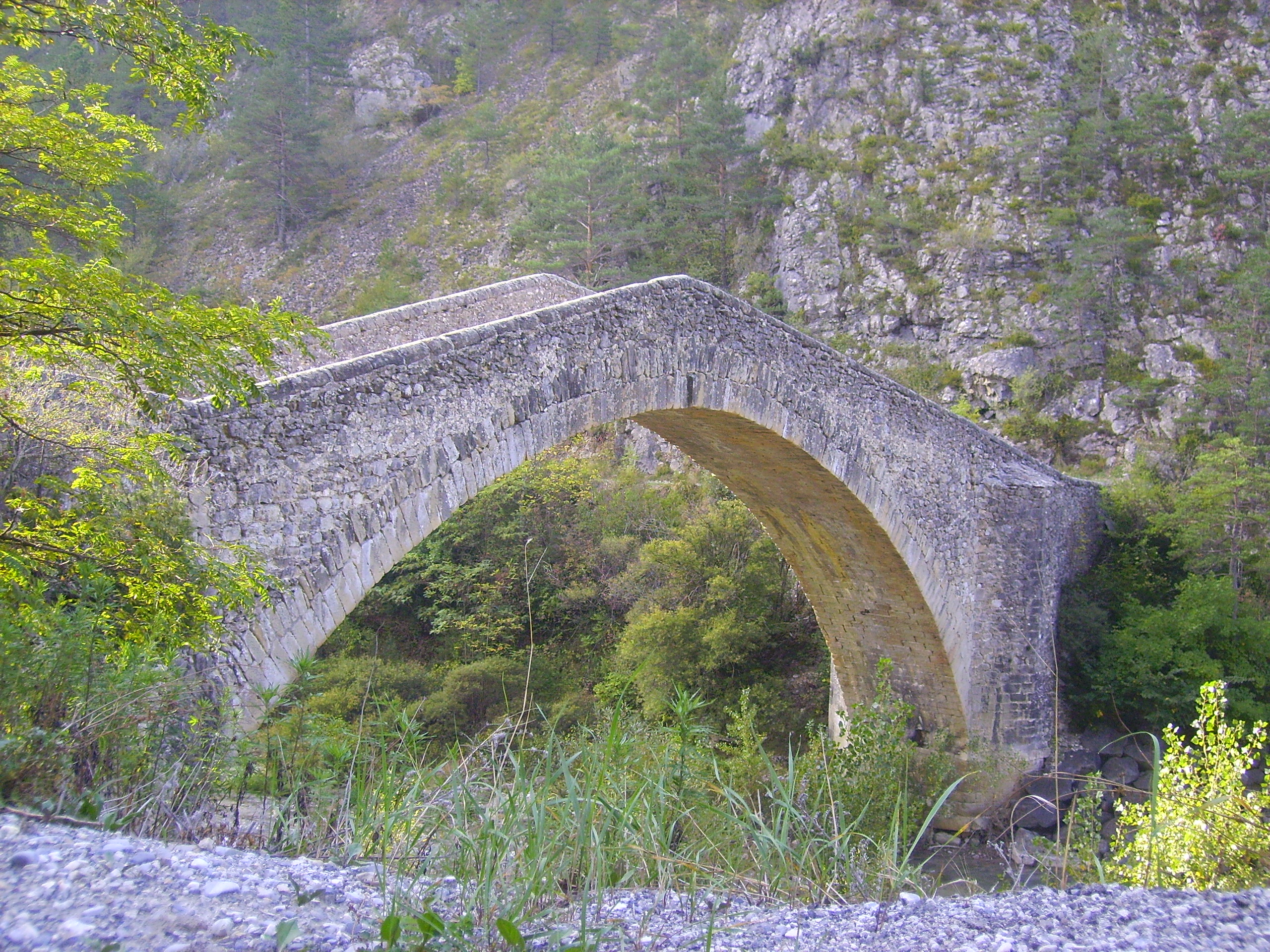
Мост королевы Джованны

В 2007 году среди 89 человек в трудоспособном возрасте (15—64 лет) 63 были экономически активными, 26 — неактивными (показатель активности — 70,8 %, в 1999 году было 73,8 %). Из 63 активных работали 61 человек (34 мужчины и 27 женщин), безработных было 2 (1 мужчина и 1 женщина). Среди 26 неактивных 11 человек были учениками или студентами, 9 — пенсионерами, 6 были неактивны по другим причинам.

## Достопримечательности
- Мост королевы Джованны: 39 м в длину, 2,7 м в ширину. Мост уже существовал в 1296 году, за тридцать лет до рождения королевы Джованны.
- Мост Гейдан в ущелье Далуи. Сохранившиеся части являются историческим памятником. Новый мост был построен в 1979 году.
- Железнодорожный виадук Кулон.
- Церковь Сен-Марк (XVI век) в романском стиле.
- Церковь Успения (XVIII—XIX века).